# Maratona aquática no Campeonato Mundial de Esportes Aquáticos de 2013 - 5 km por equipe
A prova por equipes da maratona aquática no Campeonato Mundial de Esportes Aquáticos de 2013 foi realizada no dia 25 de julho em Moll de la Fusta em Barcelona. A prova foi composta por três nadadores sendo dois homens e uma mulher. 

## Medalhistas
| Ouro                                                         | Prata                                                                | Bronze                                                     |
| Alemanha · Thomas Lurz · Christian Reichert · Isabelle Härle | Grécia · Antonios Fokaidis · Spyridon Gianniotis · Kalliopi Araouzou | Brasil · Allan do Carmo · Samuel de Bona · Poliana Okimoto |

## Resultados
Estes foram os resultados da prova. 
| Pos.              | Nadadores                                               | Nacionalidade  | Tempo     |
| ----------------- | ------------------------------------------------------- | -------------- | --------- |
| Medalha de ouro   | Thomas Lurz Christian Reichert Isabelle Härle           | Alemanha       | 52:54.9   |
| Medalha de prata  | Antonios Fokaidis Spyridon Gianniotis Kalliopi Araouzou | Grécia         | 54:03.3   |
| Medalha de bronze | Allan do Carmo Samuel de Bona Poliana Okimoto           | Brasil         | 54:03.5   |
| 4                 | Jarrod Poort Simon Huitenga Melissa Gorman              | Austrália      | 54:16.1   |
| 5                 | Luca Ferretti Simone Ercoli Rachele Bruni               | Itália         | 54:34.0   |
| 6                 | Andrew Gemmell Sean Ryan Haley Anderson                 | Estados Unidos | 54:44.7   |
| 7                 | Damien Cattin-Vidal Bertrand Venturi Aurelie Muller     | França         | 55:26.3   |
| 8                 | Evgeny Drattsev Sergey Bolshakov Elizaveta Gorshkova    | Rússia         | 56:08.7   |
| 9                 | Márk Papp Anna Olasz Éva Risztov                        | Hungria        | 56:09.4   |
| 10                | Phillip Ryan Kane Radford Cara Baker                    | Nova Zelândia  | 56:12.0   |
| 11                | Daniel Marais Chad Ho Kyna Pereira                      | África do Sul  | 56:34.7   |
| 12                | Eric Hedlin Philippe Guertin Zsofia Balazs              | Canadá         | 57:13.7   |
| 13                | Yuto Kobayashi Yasunari Hirai Yumi Kida                 | Japão          | 58:00.0   |
| 14                | Weng Jingwei Han Lidu Cao Shiyue                        | China          | 58:02.6   |
| 15                | Guillermo Bertola Martin Carrizo Florencia Mazzei       | Argentina      | 58:12.0   |
| 16                | Miguel Hernández Iván López Lizeth Rueda                | México         | 58:17.7   |
| 17                | Johndry Segovia Luis Bolanos Florencia Melo             | Venezuela      | 58:59.9   |
| 18                | Seifeddine Sghaier Badr Chebchoub Maroua Mathlouthi     | Tunísia        | 59:19.4   |
| 19                | Vitaliy Khudyakov Vladimir Tolikin Xeniya Romanchuk     | Cazaquistão    | 1:00:15.8 |
| 20                | Ivan Enderica Ochoa Santiago Enderica Katia Barros      | Equador        | 1:00:32.6 |
| 21                | Youssef Hossameldeen Adel Ragab Laila El Basiouny       | Egito          | 1:01:02.2 |
| 22                | Ching Leung Sunny Poon Li Chun Hong Fiona On Yi Chan    | Hong Kong      | 1:05:26.9 |

Legenda
| Recorde mundial       | Recorde mundial (World record)               |                       | Recorde africano                      | Recorde africano (African) |                                           | Q | Classificado por posição (Qualified) |
| Recorde do campeonato | Recorde do campeonato (Championship record)  | Recorde da América    | Recorde da América (Americas)         | q                          | Classificado por melhor tempo (Qualified) |   |                                      |
| Melhor marca do ano   | Melhor marca do ano (World leading)          | Recorde asiático      | Recorde asiático (Asian)              | DNS                        | Não largou (Did not start)                |   |                                      |
| Recorde nacional      | Recorde nacional (National record)           | Recorde europeu       | Recorde europeu (European)            | DNF                        | Não terminou (Did not finish)             |   |                                      |
| Recorde pessoal       | Recorde pessoal do atleta (Personal best)    | Recorde da Oceania    | Recorde da Oceania (Oceania)          | DSQ / DQ                   | Desclassificado (Disqualified)            |   |                                      |
| Recorde da temporada  | Recorde da temporada do atleta (Season best) | Recorde sul-americano | Recorde sul-americano (South America) | NM                         | Sem marca (No mark)                       |   |                                      |